# Campeonato Baiano 1930
In 1930 werd het 26ste Campeonato Baiano gespeeld voor voetbalclubs uit de Braziliaanse staat Bahia. De competitie werd gespeeld van 15 april tot 10 oktober en werd georganiseerd door de FBF. Botafogo werd kampioen. 

## Eindstand
| Plaats | Club                   | Wed. | W | G | V | Saldo | Ptn. |
| ------ | ---------------------- | ---- | - | - | - | ----- | ---- |
| 1.     | Botafogo               | 8    | 6 | 1 | 1 | 25:12 | 13   |
| 2.     | Fluminense de Salvador | 8    | 5 | 2 | 1 | 27:14 | 12   |
| 3.     | Ypiranga               | 8    | 5 | 0 | 3 | 44:18 | 10   |
| 4.     | Royal                  | 8    | 2 | 0 | 6 | 17:23 | 4    |
| 5.     | Democrata              | 8    | 0 | 1 | 7 | 12:58 | 1    |

|  | Kampioen |

## Kampioen
| Campeonato Baiano de 1930 |
| ------------------------- |
| BOTAFOGO 5º Titel         |